# Iwan Iwanow (sztangista)
Iwan Iwanow Iwanow (bułg. Иван Иванов Иванов; ur. 27 sierpnia 1971 w Szumenie) – bułgarski sztangista, mistrz olimpijski, wielokrotny medalista mistrzostw świata.

## Kariera
Pierwsze sukcesy w karierze osiągnął w 1989 roku, kiedy zdobył złote medale w wadze muszej podczas mistrzostw świata w Atenach i mistrzostw Europy w tym samym mieście. Następnie zwyciężył na mistrzostwach świata w Budapeszcie w 1990 roku i rozgrywanych rok później mistrzostwach świata w Donaueschingen, odpowiednio z wynikami 265 kg i 272,5 kg. W 1992 roku wystartował na igrzyskach olimpijskich w Barcelonie, zdobywając złoty medal z wynikiem 265 kg. W zawodach tych wyprzedził Chińczyka Lina Qishenga i Traiana Cihăreana z Rumunii. Złoty medal zdobył również podczas mistrzostw świata w Melbourne w 1993 roku, a na mistrzostwach świata w Stambule rok później zajął drugie miejsce, przegrywając tylko z Turkiem Halilem Mutlu. Z igrzysk olimpijskich w Atlancie w 1996 roku wrócił bez medalu, zajmując w wadze muszej szóste miejsce. W kolejnych latach startował w wadze koguciej, zdobywając między innymi brązowy medal na mistrzostwach świata w Lahti w 1998 roku. Ostatni sukces osiągnął w 2000 roku, zdobywając srebrny medal podczas mistrzostw Europy w Sofii. W tym samym roku wystartował także na igrzyskach olimpijskich w Sydney, gdzie zajął początkowo drugie miejsce. Został jednak wkrótce zdyskwalifikowany za doping, po wykryciu w jego organizmie furosemidu.
W czasie kariery sportowej jego waga wahała się od 51,80 do 55,92 kg i mierzył 155 cm.

## Osiągnięcia
- mistrz olimpijski (1992)
- mistrz świata (1989, 1990, 1991, 1993)
- srebrny medalista mistrzostw świata (1994)
- brązowy medalista mistrzostw świata (1998)
- mistrz Europy (1989, 1990, 1992, 1993, 1998)
- srebrny medalista mistrzostw Europy (1995, 2000)
- brązowy medalista mistrzostw Europy (1999)